# Stephen Sokoloff
Stephen Sokoloff (* 21. Jänner 1943 in Detroit, USA) ist ein amerikanischer, in Österreich lebender Schriftsteller, Journalist, Übersetzer und Biologe.

## Leben
Nach seinem Biologiestudium in den USA und Deutschland und einigen Jahren in der Forschung lebt und arbeitet Sokoloff seit 1979 in Linz als Verfasser zahlreicher Kultur-, Natur- und Reiseführer. Daneben ist er als Satiriker, Universitätslektor und Übersetzer tätig. Ebenso bekannt ist er durch seine über 800 journalistischen Beiträge zu Kultur, Natur, Medizin und Wissenschaft. Er publiziert fast ausschließlich in deutscher Sprache.
In seinen Kultur- und Naturführern versucht er, neben den Beschreibungen der Wanderrouten naturkundliche Zusammenhänge zu erklären, zudem aber auch auf die kulturellen Sehenswürdigkeiten näher einzugehen.
Seine Satiren, die er bisher in vier Bänden veröffentlicht hat („Der Megabyte Christus“, „Stephens Nightmares“, „Sanft & messerscharf“, „Warum die Menschen sterblich sind“), tragen stark autobiografische Züge und sind gesellschaftskritisch orientiert. Seit 2013 gehört er dem internationalen P.E.N.-Club an.
Stephen Sokoloff ist Konsulent des Landes Oberösterreich für Umweltfragen, Träger des Umweltpreises der Stadt Linz (1998) und des Oberösterreichischen Landespreises für Umwelt und Natur (2008).

### Sachbücher
- Plädoyer für eine mehrdimensionale Psychiatrie (mit Bengesser, Gerhard), Stuttgart, 1989
- Recht auf Umwelt (mit Wegscheider, Herbert), Wien, 1991
- Ist es wirklich Vollkornbrot? (mit Plattner, Krista), Steyr, 1991
- Naturparadiese in und um Oberösterreich, Linz, 1997
- Ratgeber zum Umweltrecht (mit Wegscheider, Herbert), Wien, 1997
- Wandererlebnis Oberösterreichische Schutzgebiete, Linz, 2003
- Wandererlebnis Oberösterreichische Kulturlandschaften, Linz, 2005
- Goldene Wege, Kultur- und Naturschätze vom Traunsee bis Bad Ischl, Neumarkt, 2005
- Naturwanderungen in Linz (mit Schwarz, Friedrich), Steyr, 2007
- Goldene Wege, Kultur- und Naturschätze im Inneren und Steirischen Salzkammergut, Neumarkt, 2008
- Wanderungen an der Donau. Donausteig, Wachau, Nationalpark Donau-Auen, (mit Martin Deininger, Günther Haas, Wolfgang Heitzmann, Hermann Rastl, Walter Theil), Kompass, 2012
- Mariazeller Land und Mostviertel, Kompass, 2012
- Slow Foot Wanderungen: Oberösterreich: Gemütliche Touren zum Schauen und Verweilen, Styria regional, 2014
- Slow Foot Wanderungen: Böhmerwald – Bayerischer Wald: Gemütliche Touren zum Schauen und Verweilen (mit Walter Lanz), Styria regional, 2015
- 33 Wanderungen im Herzen Oberösterreichs (mit Walter Lanz), Verlag Anton Pustet, Salzburg 2017
- GUUTE Wege – Wanderungen & Ausflugsziele nördlich von Linz (mit Walter Lanz), Verlag Anton Pustet, Salzburg 2019
- GUUTEN Appetit – Die gastronomische Seele von Urfahr und Umgebung, Verlag Anton Pustet, Salzburg 2023

### Prosa
- Der Megabyte Christus, Satiren, Rottenburg a/N, 2003
- Stephen's Nightmares, Satiren, Neuhofen/Krems, 2009
- Sanft & messerscharf, Satiren, Linz, 2011
- Warum die Menschen sterblich sind – Von Brucknersymphonie bis Schnarchkonzert, dazwischen Kannibalen und Dschihadisten (mit Walter Lanz), Innsalz, 2020